# 75 Cancri
75 Cancri è una stella binaria di magnitudine 5,98 situata nella costellazione del Cancro. Dista 102 anni luce dal sistema solare.

## Osservazione
Si tratta di una stella situata nell'emisfero celeste boreale; grazie alla sua posizione non fortemente boreale, può essere osservata dalla gran parte delle regioni della Terra, sebbene gli osservatori dell'emisfero nord siano più avvantaggiati. Nei pressi del circolo polare artico appare circumpolare, mentre resta sempre invisibile solo in prossimità dell'Antartide. La sua magnitudine pari a 6 la pone al limite della visibilità ad occhio nudo, pertanto per essere osservata senza l'ausilio di strumenti occorre un cielo limpido e possibilmente senza Luna.
Il periodo migliore per la sua osservazione nel cielo serale ricade nei mesi compresi fra febbraio e giugno; nell'emisfero nord è visibile anche per buona parte dell'estate, grazie alla declinazione boreale della stella, mentre nell'emisfero sud può essere osservata limitatamente durante i mesi autunnali australi.

## Caratteristiche fisiche
75 Cancri è una binaria spettroscopica, le cui due componenti sono entrambe nane gialle di sequenza principale e simili al Sole, anche se quella leggermente più massiccia potrebbe essere entrata nello stadio di subgigante. Le masse delle due componenti sono rispettivamente 1,17 e 1,01 volte quella solare. Orbitano attorno al comune centro di massa in un periodo di 19,4 giorni su un'orbita moderatamente eccentrica (ε = 0,20).